# Dieter Groest
Rolf-Dieter Groest (* 19. Februar 1932 in Rathenow) ist ein deutscher Schauspieler.

## Leben und Wirken
Der aus der Mark Brandenburg stammende Künstler studierte sieben Semester Chemie und nahm nebenbei auch Schauspielunterricht in Berlin. Ab der zweiten Hälfte der 1950er Jahre ging er an Theater in Dinkelsbühl, Ingolstadt, Kassel, Stuttgart, Berlin und Düsseldorf. Groest war auch als Synchronsprecher tätig. 
Mit 30 Jahren trat er erstmals vor die Kamera und wirkte seitdem in den kommenden 35 Jahren in einer Fülle von Fernseh- und Kinoproduktionen mit, darunter zu Beginn der 1970er Jahre auch einige billigst hergestellte Softsexfilme. Am besten ist Groest in Erinnerung mit seinem NS-Funktionär Neumann in der beklemmenden Rekonstruktion der Wannseekonferenz vom Januar 1942. Groest lebt in München.

## Filmografie
- 1962: Hauptgewinn 6
- 1963: Die Legende vom heiligen Trinker
- 1964: Flug in Gefahr
- 1964: Die fünfte Kolonne: Zwei Pistolen
- 1965: Nun singen sie wieder
- 1965: Die fünfte Kolonne: Besuch von drüben
- 1966: Junggesellenabschied
- 1968: Sir Roger Casement
- 1968: Das Berliner Zimmer
- 1969: Der Fall Liebknecht-Luxemburg
- 1969: Peter Brauer
- 1969: Jacques Offenbach – ein Lebensbild
- 1969: Der Schelm von Istanbul
- 1969: Nennen Sie mich Alex
- 1970: Der Mann am Strick
- 1970: Floup oder Der Hang zur Redlichkeit
- 1971: Merkwürdige Geschichten: Drei Stunden meines Lebens
- 1971: Tatort: Kressin stoppt den Nordexpreß
- 1971: Koralle Meier – Geschichte einer Privaten
- 1971: Paragraph 218 – Wir haben abgetrieben, Herr Staatsanwalt
- 1972: Die Klosterschülerinnen
- 1972: Schulmädchen-Report. 3. Teil: Was Eltern nicht mal ahnen
- 1972: Krankenschwestern-Report
- 1973: Sex-Träume-Report
- 1973: Geheimtechniken der Sexualität
- 1977: Derrick (eine Folge)
- 1978: Tatort: Schwarze Einser
- 1978: Lawinenexpreß
- 1980: Merlin
- 1981: Anderland
- 1984: Wannseekonferenz
- 1979–1986: Der Alte (vier Folgen)
- 1990, 1997: Der Fahnder (zwei Folgen)
- 1991: Zwei Münchner in Hamburg (eine Folge)
- 1987–1997: SOKO München (vier Folgen)